# Sleek Spur
Der Sleek Spur (englisch für Glatter Sporn) ist ein konisch zulaufender und vereister Gebirgskamm an der Shackleton-Küste der antarktischen Ross Dependency. In den Churchill Mountains ragt er 13 km südwestlich des Kap Parr als östliches Ende des Kelly-Plateaus am gemeinsamen Mündungsort von Nursery-, Jorda- und Starshot-Gletscher in das Ross-Schelfeis auf.
Das Advisory Committee on Antarctic Names benannte ihn 2003 deskriptiv.